# ICC World Cricket League Division Five 2010
Der ICC World Cricket League Division Five 2010 war die zweite Ausgabe dieses One-Day-Cricket-Wettbewerbes und fand zwischen dem 20. und 27. Februar 2010 in Nepal statt. Das Wettbewerb war Teil der ICC World Cricket League 2009–14. Im Finale setzte sich Nepal gegen den Vereinigten Staaten mit fünf Wickets durch.

## Teilnehmer
An dem Turnier haben insgesamt 6 Mannschaften teilgenommen. Davon qualifizierten sich die zwei Absteiger der ICC World Cricket League Division Four 2008:
| - Fidschi | - Jersey |

Vom Turnier der fünften Division der World Cricket League im Jahr 2008 verblieben:
| - Nepal | - Vereinigte Staaten |

Beim Turnier der sechsten Division der World Cricket League im Jahr 2009 qualifizierten sich:
| - Bahrain | - Singapur |

## Format
In einer Gruppenphase spielte jedes Team gegen jedes andere. Der Sieger eines Spiels bekam zwei Punkte, für ein Unentschieden oder No Result gab es einen Punkt. Die beiden Gruppenersten stiegen in den ICC World Cricket League Division Four 2010 und bestritten ein Finale. Die Dritt- und Viertplatzierten bleiben in Division Five und spielen in den ICC World Cricket League Division Five 2012. Die Fünf- und Sechstplatzierten stiegen in die Division Six und nahmen an dem ICC World Cricket League Division Six 2011 teil.

## Stadien
Die folgende Stadien wurden als Austragungsorte vorgesehen
| Stadion                                           | Stadt     | Kapazität |
| ------------------------------------------------- | --------- | --------- |
| Birendra Sainik Maha Vidyalaya Ground             | Bhaktapur |           |
| Tribhuvan University International Cricket Ground | Kirtipur  |           |
| Engineering Campus Ground                         | Lalitpur  |           |

## Vorrunde
| Division Four      | Sp. | S | N | NR | P | NRR    |
| ------------------ | --- | - | - | -- | - | ------ |
| Vereinigte Staaten | 5   | 4 | 1 | 0  | 8 | +1.371 |
| Nepal              | 5   | 4 | 1 | 0  | 8 | +1.351 |
| Singapur           | 5   | 4 | 1 | 0  | 8 | +1.347 |
| Bahrain            | 5   | 2 | 3 | 0  | 4 | −0.549 |
| Jersey             | 5   | 1 | 4 | 0  | 2 | −0.579 |
| Fidschi            | 5   | 0 | 5 | 0  | 0 | −3.022 |

| 20. Februar Scorecard | Kirtipur | Singapur 224-8 (50)           | – | Bahrain 98 (33.3) |
|                       |          | Singapur gewinnt mit 126 Runs |   |                   |

| 20. Februar Scorecard | Lalitpur | Vereinigte Staaten 353-8 (50)           | – | Fidschi 68 (28.2) |
|                       |          | Vereinigte Staaten gewinnt mit 285 Runs |   |                   |

| 20. Februar Scorecard | Bhaktapur | Jersey 174 (44.5)           | – | Nepal 176-4 (38) |
|                       |           | Nepal gewinnt mit 6 Wickets |   |                  |

| 21. Februar Scorecard | Bhaktapur | Vereinigte Staaten 273-6 (50)          | – | Bahrain 254 (48.4) |
|                       |           | Vereinigte Staaten gewinnt mit 19 Runs |   |                    |

| 21. Februar Scorecard | Kirtipur | Fidschi 122 (36.2)           | – | Jersey 123-1 (20.3) |
|                       |          | Jersey gewinnt mit 9 Wickets |   |                     |

| 21. Februar Scorecard | Lalitpur | Nepal 180-9 (50)          | – | Singapur 164 (47.5) |
|                       |          | Nepal gewinnt mit 16 Runs |   |                     |

| 23. Februar Scorecard | Lalitpur | Fidschi 194 (48.5)             | – | Singapur 198-8 (47.4) |
|                       |          | Singapur gewinnt mit 2 Wickets |   |                       |

| 23. Februar Scorecard | Kirtipur | Vereinigte Staaten 253-6 (50)          | – | Jersey 187-9 (50) |
|                       |          | Vereinigte Staaten gewinnt mit 66 Runs |   |                   |

| 23. Februar Scorecard | Bhaktapur | Bahrain 114 (42.5)          | – | Nepal 115-2 (22.5) |
|                       |           | Nepal gewinnt mit 8 Wickets |   |                    |

| 24. Februar Scorecard | Bhaktapur | Bahrain 264-7 (50)          | – | Jersey 237 (46.5) |
|                       |           | Bahrain gewinnt mit 27 Runs |   |                   |

| 24. Februar Scorecard | Kirtipur | Nepal 267-7 (50)           | – | Fidschi 74 (26.4) |
|                       |          | Nepal gewinnt mit 193 Runs |   |                   |

| 24. Februar Scorecard | Lalitpur | Singapur 245-9 (50)          | – | Vereinigte Staaten 146 (37.5) |
|                       |          | Singapur gewinnt mit 99 Runs |   |                               |

| 26. Februar Scorecard | Lalitpur | Bahrain 276-9 (50)          | – | Fidschi 181 (39.3) |
|                       |          | Bahrain gewinnt mit 95 Runs |   |                    |

| 26. Februar Scorecard | Bhaktapur | Jersey 192 (48.1)              | – | Singapur 195-3 (26) |
|                       |           | Singapur gewinnt mit 7 Wickets |   |                     |

| 26. Februar Scorecard | Kirtipur | Nepal 162-9 (50)                                      | – | Vereinigte Staaten 159-5 (33.3/46) |
|                       |          | Vereinigte Staaten gewinnt mit 5 Wickets (D/L method) |   |                                    |

## Platzierungsspiele

### Spiel um Platz 5
| 27. Februar Scorecard | Lalitpur | Fidschi 258-7 (50)           | – | Jersey 260-5 (49.1) |
|                       |          | Jersey gewinnt mit 5 Wickets |   |                     |

### Spiel um Platz 3
| 27. Februar Scorecard | Bhaktapur | Singapur 126 (43)             | – | Bahrain 127-7 (35.1) |
|                       |           | Bahrain gewinnt mit 3 Wickets |   |                      |

### Finale
| 27. Februar Scorecard | Kirtipur | Vereinigte Staaten 172 (47.2) | – | Nepal 175-5 (46.5) |
|                       |          | Nepal gewinnt mit 5 Wickets   |   |                    |

## Abschlusstabelle
| Pos | Team               | Anmerkung                                                |
| --- | ------------------ | -------------------------------------------------------- |
| 1   | Nepal              | Aufstieg zur ICC World Cricket League Division Four 2010 |
| 2   | Vereinigte Staaten | Aufstieg zur ICC World Cricket League Division Four 2010 |
| 3   | Bahrain            | Verbleib in ICC World Cricket League Division Five 2012  |
| 4   | Singapur           | Verbleib in ICC World Cricket League Division Five 2012  |
| 5   | Jersey             | Abstieg zur ICC World Cricket League Division Six 2011   |
| 6   | Fidschi            | Abstieg zur ICC World Cricket League Division Six 2011   |